# Khijadia Dosaji
Khijadia Dosaji o Khijaria Dosaji fou un petit estat tributari protegit al prant de Gohelwar a l'agència de Kathiawar, presidència de Bombai. Estava format per un sol poble amb dos tributaris separats. La superfície era de 5 km² i la població el 1881 de 265 habitants. Els ingressos s'estimaven en 240 lliures. La capital estava situada a 18 km al nord-oest de l'estació ferroviària de Chitral.